# Miconia dissita
Miconia dissita är en tvåhjärtbladig växtart som beskrevs av Frank Almeda. Miconia dissita ingår i släktet Miconia och familjen Melastomataceae. Inga underarter finns listade i Catalogue of Life.